# Les Xipéhuz
Vous lisez un « article de qualité » labellisé en 2023.
Les Xipéhuz est une nouvelle de J.-H. Rosny aîné publiée initialement en juillet 1887 dans le recueil L'Immolation aux éditions Albert Savine. Parce qu’il inaugure un « âge d'or de la science-fiction française » qui dure toute la première moitié du XXe siècle, ce récit a acquis au fil des décennies le statut de classique du genre merveilleux-scientifique. Néanmoins, bien qu'elle soit régulièrement rééditée en France, la nouvelle ne s'exporte véritablement qu'à partir de la seconde moitié du XXe siècle.
Le récit, se déroulant en pleine période néolithique, décrit le combat mené par le peuple nomade des Zahelals, guidé par Bakhoûn, contre une nouvelle forme de vie intelligente inorganique, les Xipéhuz, sortes de cristaux pensants.
Écrite à la fin des années 1880, la nouvelle paraît durant une décennie féconde en récits fantastiques dans la littérature occidentale. Elle est surtout l'occasion pour J.-H. Rosny aîné d'apporter un regard original et bienveillant sur la question de l'altérité. En outre, en construisant l'affrontement entre les humains et les Xipéhuz sous le prisme d'une lutte pour la vie darwiniste, l'auteur met en exergue la consécration de la pensée rationnelle comme élément déclencheur de l'hégémonie humaine sur les autres espèces vivantes.

## Genèse de l'œuvre

### Des débuts littéraires en rupture avec le naturalisme représenté par Émile Zola

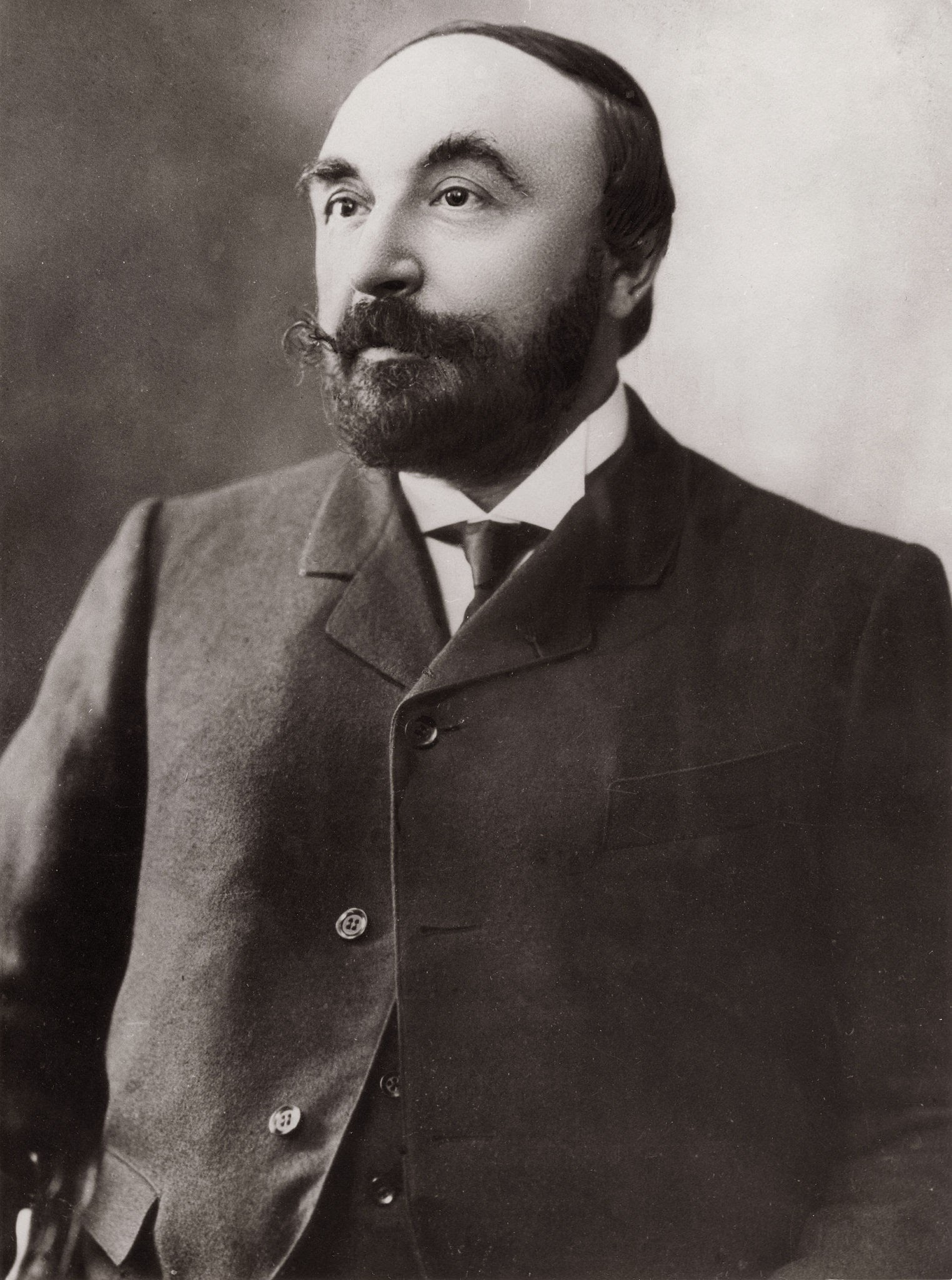
Malgré la signature commune des deux frères, J.-H. Rosny aîné est l'unique auteur de la nouvelle Les Xipéhuz.

Originaire de Belgique, Joseph Henri Honoré Boex « J.-H. Rosny aîné » s'installe à Paris en novembre 1883. À ses débuts, il écrit en collaboration avec son frère Séraphin Justin François « J.-H. Rosny jeune » sous le pseudonyme commun J.-H. Rosny. Il publie ainsi avec son frère un premier roman, Nell Horn, en 1886. À la suite de la parution de ce roman de mœurs anglaises, les deux frères apparaissent alors comme de nouvelles figures du mouvement naturaliste représenté en France par Émile Zola. Cependant, J.-H. Rosny aîné prend violemment ses distances avec le « maître » l'année suivante au moment de la parution de La Terre. En effet, dans une lettre ouverte, dont il est le rédacteur et signée par quatre autres jeunes confrères — Paul Bonnetain, Lucien Descaves, Paul Margueritte et Gustave Guiches —, J.-H. Rosny aîné reproche à Émile Zola non seulement sa recherche systématique du vulgaire, voire du pornographique, mais également une profonde ignorance médicale et scientifique qu'il compense en puisant dans les clichés.
Ainsi, après deux récits naturalistes — Nell Horn en 1886 et Le Bilatéral en mars 1887 —, les deux frères publient en juillet 1887 le recueil L'Immolation, dans lequel se trouve la nouvelle Les Xipéhuz au côté de quatre autres textes. Si ce récit est signé sous le pseudonyme commun J.-H. Rosny, il a en réalité été écrit par J.-H. Rosny aîné seul. Avec cette nouvelle, l'auteur s'éloigne du naturalisme qui caractérisait jusqu'à présent ses textes pour produire une littérature qu'il souhaite « plus complexe » dans sa compréhension de l'univers tout entier et en particulier des individus. Ainsi, en cherchant à se démarquer du regard pessimiste que porte Émile Zola sur l'inéluctable décadence de l'humanité, Rosny aîné entreprend d'explorer au contraire les autres types possibles d'évolution — que ce soit de l'humanité mais également des diverses formes de vie telles que les Xipéhuz. Néanmoins, malgré sa prise de distance, il ne rompt pas totalement avec le mouvement naturaliste puisque dans l'édition de 1925 parue au Mercure de France, il dédie la nouvelle à Léon Hennique, écrivain naturaliste et ami de l'auteur.

### Un paysage littéraire fécond en récits fantastiques
Les années 1880 sont une décennie productive dans le genre fantastique dans la littérature occidentale. Ainsi, Edwin Abbott Abbott publie Flatland en 1884 ; Henry Rider Haggard Les Mines du roi Salomon l'année suivante ; en 1886 paraissent Le Horla de Guy de Maupassant, L'Étrange Cas du docteur Jekyll et de M. Hyde de Robert Louis Stevenson ou encore L'Ève future d'Auguste de Villiers de L'Isle-Adam ; enfin Mark Twain clôt cette faste décennie avec Un Yankee à la cour du roi Arthur en 1889. C'est donc dans un riche contexte pour la littérature de l'imaginaire que les frères Rosny publient Les Xipéhuz.
Avec cette nouvelle, Rosny aîné s'initie à la fiction préhistorique, genre qu'il a contribué à populariser. Elle est également le premier récit conjectural dans lequel il traite du thème de la survie de l'espèce. Il met à profit ses connaissances scientifiques afin de créer un imaginaire tout à fait original dans lequel une tribu d’humains préhistoriques affronte une forme de vie inédite. Cette approche de l'altérité le distingue de ses contemporains, en particulier de Jules Verne — dont le modèle domine la littérature d'imagination scientifique de la fin du XIXe siècle — qui utilise la fiction comme prétexte à l'enseignement de la science. En inversant le raisonnement, Rosny aîné utilise au contraire la science pour écrire de la fiction. En imaginant un minéral vivant, il installe son récit sur une hypothèse scientifique dont il tire les conséquences. Comme nombre de ses contemporains, il pense que le développement de la science va permettre de dévoiler l’invisible, l’imperceptible. C'est en ce sens que l'écrivain et théoricien Maurice Renard rattache rétroactivement Les Xipéhuz au genre merveilleux-scientifique tel qu'il l'expose à partir de 1909. Reconnu comme premier écrivain du merveilleux scientifique, Rosny aîné participe ainsi pleinement avec ce récit à l’émergence de ce genre littéraire en France.

## Description

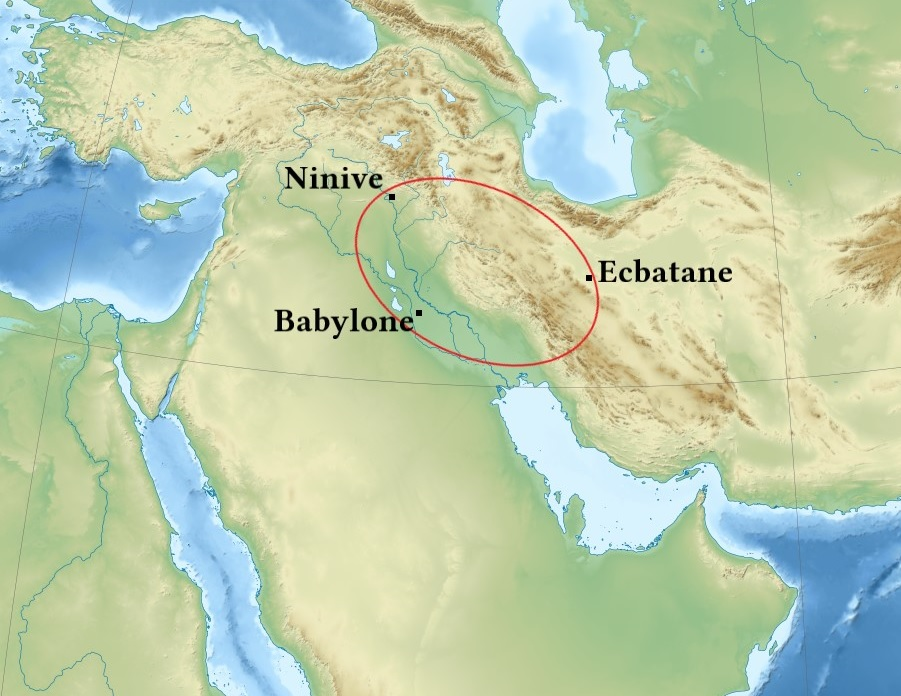
C’était mille ans avant le massement civilisateur d’où surgirent plus tard Ninive, Babylone, Ecbatane. C'est ainsi au cœur du Proche-Orient néolithique qu'apparaissent les Xipéhuz.

Dans sa version définitive, la nouvelle est découpée en deux « livres », eux-mêmes divisés respectivement en six puis deux chapitres.

### Résumé
Livre premier
Durant l'ère préhistorique, la tribu nomade de Pjehou rencontre dans une clairière de mystérieux cristaux vivants. Ces formes attaquent subitement les humains en tuant principalement les guerriers de la tribu, les survivants prennent la fuite. La poursuite s’arrête à une certaine limite.
À la suite de ce massacre, les prêtres des différentes tribus qui forment le peuple zahelal se rassemblent et décident d’offrir aux « Formes » des taureaux, onagres et étalons en sacrifice. Ils entreprennent de délimiter ensuite le domaine des Formes pour prévenir toute incursion accidentelle sur leur territoire.
Au printemps suivant, deux tribus approchant le territoire des Formes se font brusquement massacrer. Ayant appris de la bouche des rares survivants que les Formes se sont fortement multipliées en quelques mois et que leur territoire s’est en conséquence agrandi, les prêtres — après avoir tenté en vain d'incendier la forêt — y interdisent toute nouvelle intrusion des humains. Malheureusement, à l’automne, une tribu ayant établi son campement à proximité de la forêt est à nouveau massacrée.
Bakhoûn, un homme sage qui a quitté la vie nomade et professe des idées nouvelles fondées sur la raison au détriment des superstitions, est approché par une délégation zahelale. Il part alors se consacrer à l’étude de ces êtres nouveaux — qu’il nomme Xipéhuz —, dont il retranscrit dans un livre toutes ses observations.
Bakhoûn étudie ainsi les Xipéhuz pendant plusieurs années. Il observe ainsi que ces êtres vivants sont capables d’émotions envers leurs congénères — telles que l’amitié ou la haine —, qu’ils se reproduisent entre eux et sont mortels. Après avoir remarqué qu’ils utilisent des rayons pour communiquer, Bakhoûn découvre leur point faible : l’étoile à la base de leur corps — source des rayons — est vulnérable aux flèches.
Après avoir fait construire un arc qui étend la portée classique d’un arc commun, Bakhoûn vise l’étoile des Xipéhuz. Parvenant à tuer une créature, il exulte devant sa découverte.
Livre deuxième
Ayant appris le moyen de défaire les Xipéhuz, le Grand Conseil envoie plus de cent mille guerriers issus du peuple zahelal et des tribus voisines affronter l’ennemi. Après une démonstration de Loûm, le fils de Bakhoûn, les guerriers lancent l’attaque. Passée la surprise, les Xipéhuz adaptent néanmoins leur stratégie pour parvenir à contrer les guerriers humains, puis à les défaire. Au terme de cette première bataille, Bakhoûn — pourvu du commandement suprême — met au point une nouvelle tactique. Favorisés par leur nombre trente-cinq fois supérieur, les humains parviennent ainsi à tuer les créatures minérales, au prix cependant d’immenses pertes.
Après avoir vaincu définitivement la race des Xipéhuz, Bakhoûn, seul à l’orée de la forêt de Kzour, regrette la disparition de l’espèce.

### Le peuple des Zahelals

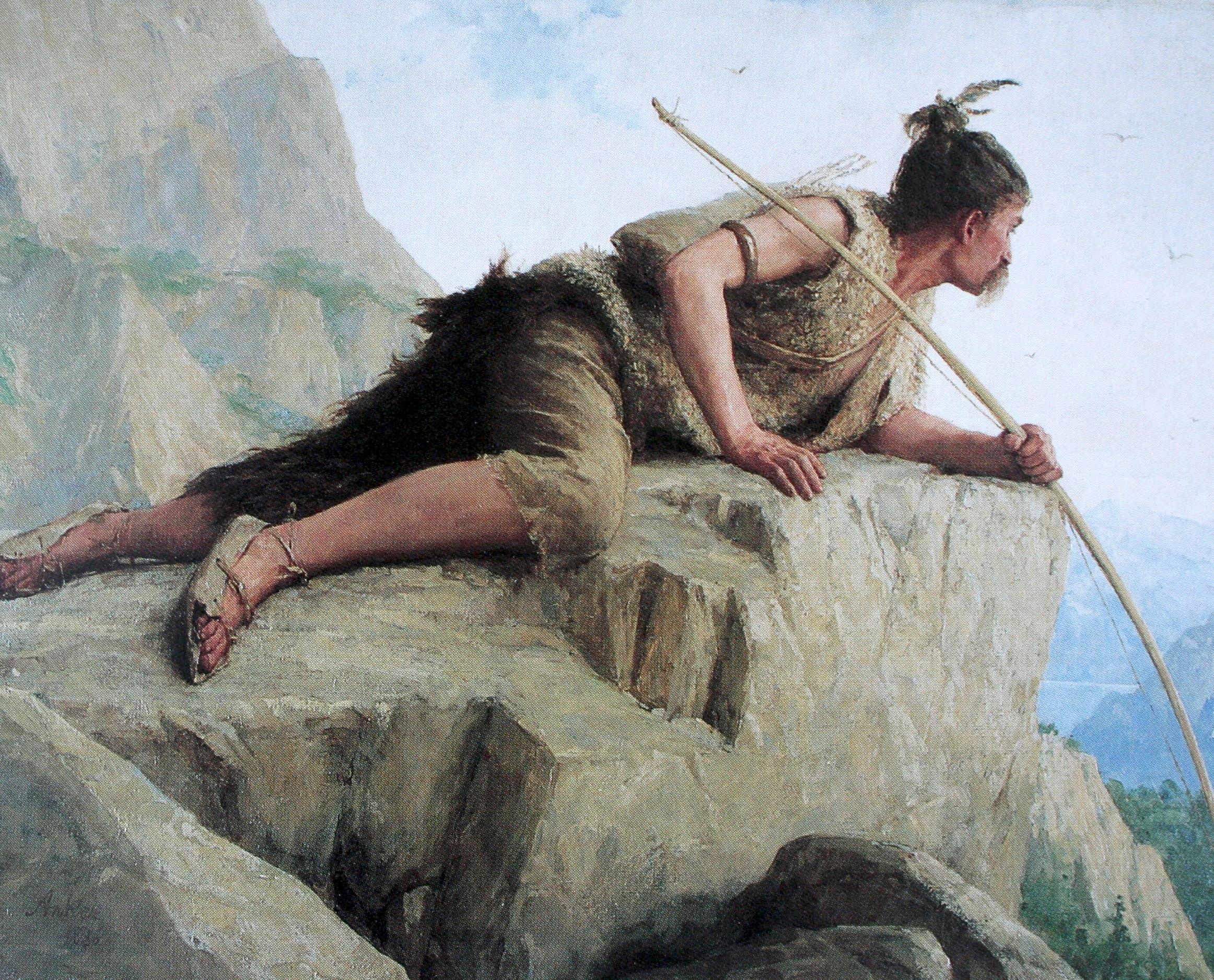
C'est en observant les Xipéhuz pendant plusieurs années que Bakhoûn met au jour leur talon d'Achille.

L'intrigue des Xipéhuz se déroule en l'an 22 649 du calendrier zahelal,, « mille ans avant le massement civilisateur d'où surgirent plus tard Ninive, Babylone, Ecbatane », soit à l'aube du VIe millénaire av. J.-C. au Proche-Orient.
La région est peuplée de tribus nomades formant différents peuples. Ainsi, la première rencontre entre les humains et les Xipéhuz est faite par la tribu de Pjehou. Celle-ci fait partie des Zahelals, un peuple nomade et animiste composé de cinquante tribus dont les chefs se soumettent aux avis du Grand Conseil zahelal — assemblée des prêtres dirigée par un Suprême Grand-Prêtre. Impuissants face à la menace xipéhuze, les prêtres requièrent alors l'aide de Bakhoûn, un solitaire contestataire issu de la tribu des Ptuh néanmoins réputé pour sa sagesse. En effet, parce qu'il professe non seulement une vie sédentaire, mais également une défiance envers la religion, Bakhoûn préfigure le philosophe empiriste qui base ses jugements uniquement sur l'observation et l'expérience. Il semble également pourvu d’un idéal démocratique, qui le pousse à refuser le pouvoir monarchique qu’on lui offre après sa victoire sur les Xipéhuz.
Endossant le rôle de l'explorateur — figure récurrente chez Rosny aîné —, Bakhoûn découvre le point faible des Xipéhuz. Il est alors investi du commandement suprême pour mener les guerriers à la bataille. À la tête de 100 000 guerriers zahelals et de 40 000 guerriers issus de peuples voisins — Dzoums, Sahrs, Khaldes, Xisoastres, Pjarvanns —, il permet le triomphe de l'humanité sur les Xipéhuz. Cette victoire afflige néanmoins Bakhoûn, consterné que la survie d'une espèce n'ait pu se faire qu'en raison de la disparition d'une autre.

### Les Xipéhuz
| Idéogramme · Trois idéogrammes de forme géométrique |

Les Xipéhuz forment un règne qui apparaît durant l’époque néolithique et qui a failli remplacer l'être humain. Leur présence inexplicable dans la forêt de Kzour — située au cœur du Proche-Orient ancien — est découverte accidentellement par la tribu de Pjehou.
Ces êtres minéraux, qui se déplacent en glissant sur le sol, n’ont pas de forme fixe. Celle-ci varie en effet tout au long de la journée en cône, strate ou encore cylindre, qui peut également être de différentes couleurs. Une étoile éblouissante est située à la base de leur corps, d'où sortent des rayons. Ces derniers sont utilisés pour attaquer les êtres humains ou bien pour réduire en cendres des oiseaux qu’ils ont mystérieusement attirés et d’ailleurs sans motif apparent. Ces rayons leur permettent également de communiquer entre eux, grâce à des idéogrammes dessinés sur leurs congénères. C'est ainsi que, douée d'intelligence et même de personnalité, cette nouvelle forme de vie semble avoir un niveau de civilisation plus avancé que celui de l'humanité. Elle est ainsi capable d'apprendre et de transmettre le savoir entre les générations. Paradoxalement, leur seule vulnérabilité — que mettra à profit l’humanité pour les éradiquer — se situe au niveau de l’étoile.
Les Xipéhuz se reproduisent à quatre reprises dans l’année : après s'être réunis par groupes de trois, ils donnent naissance à des nouveau-nés très imposants, qui rétrécissent pendant quelques mois pour finalement atteindre leur taille d’adulte. Au plus fort de leur expansion — c'est-à-dire juste avant leur éradication par les humains —, les Xipéhuz comptent plus de 4 000 membres.

## Les thèmes abordés

### La «guerre des règnes» ou le darwinisme à l’œuvre
Avec Les Xipéhuz, J.-H. Rosny aîné inaugure le thème du conflit entre l'espèce humaine et ses concurrents sur la scène biopolitique. Les dynamiques de l'évolution des deux règnes — humains et xipéhuz — alors en œuvre interdisent toute coexistence pacifique entre eux. Ainsi, au-delà de l'inéluctabilité de la guerre, ce scénario compétitif pour le contrôle d'un territoire prend la forme d'une lutte pour la survie des espèces. À l'aube de l'humanité, l'espèce humaine affronte un ennemi d’autant plus terrible qu'il n’a jamais été considéré comme une menace sérieuse, à savoir le règne minéral.

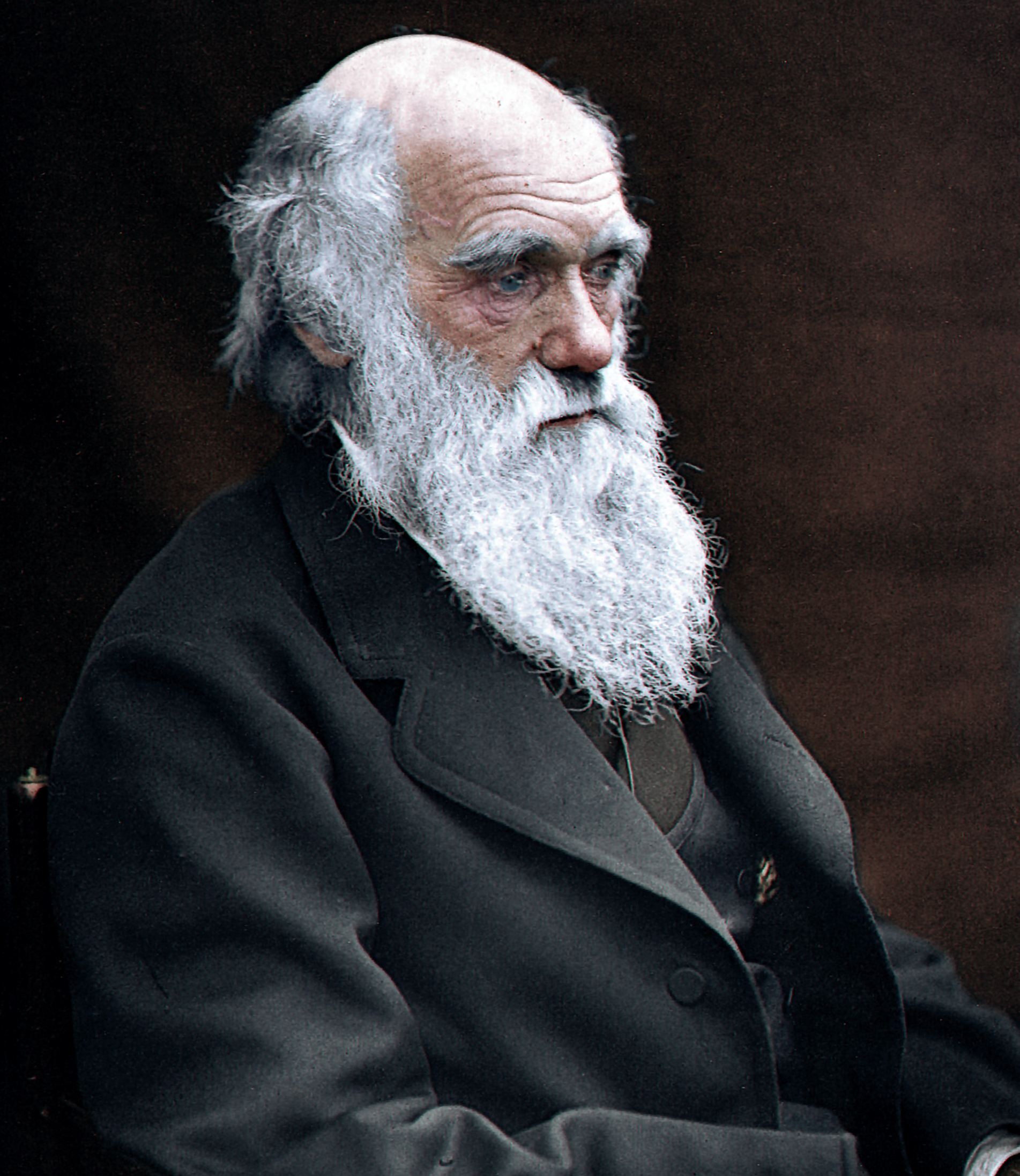
Présente dans toute l'œuvre littéraire de Rosny aîné, la pensée darwinienne imprègne en particulier le récit Les Xipéhuz.

Pour concevoir les Xipéhuz, Rosny aîné s'inspire notamment des réflexions engagées par les naturalistes Jean-Baptiste de Lamarck et en particulier de Charles Darwin. À travers une analogie avec les êtres vivants, il imagine des minéraux participant eux aussi au processus d'évolution des espèces. Et pour émettre cette hypothèse de la vie minérale, Rosny aîné pourrait en outre avoir puisé dans les travaux des chimistes. En effet, à partir des années 1820 avec Friedrich Wöhler, puis dans les années 1850-1860 avec Marcellin Berthelot, la chimie moderne parvient à démontrer que la barrière entre matière inorganique et matière organique n'est pas infranchissable. À travers des expériences, ces chimistes parviennent à transformer de la matière inorganique en matière organique grâce à un procédé de synthèse chimique. Les Xipéhuz seraient ainsi une espèce de minéraux ayant acquis naturellement la vie au gré de l'évolution.
La particularité de la nouvelle est véritablement de fonder son intrigue sur une réflexion d'ordre biologique, contrairement à de nombreuses autres œuvres contemporaines qui traitent du même thème, à savoir la lutte pour la survie de l'espèce humaine. Par exemple, dans La Guerre des mondes de H. G. Wells, dans laquelle une invasion extra-terrestre menace l'identité humaine, les Martiens sont représentés comme des monstres ; ainsi, la lutte contre l'envahisseur devient un combat du bien contre le mal, et in fine la victoire des humains est décrite comme un triomphe moral. Rosny aîné récuse cette démarche dans la mesure où il choisit de présenter la victoire humaine sous le prisme du triomphe évolutif. L'intrigue ne porte pas sur la lutte contre une espèce qui serait inférieure ou répugnante, mais bien sur le saut civilisationnel qu'ont dû franchir les tribus humaines — en particulier grâce aux idées nouvelles professées par Bakhoûn — pour vaincre la menace xipéhuze. C’est en ce sens que la pensée darwinienne semble être un élément essentiel de l'œuvre de Rosny aîné. S’inspirant des débats évolutionnistes britanniques, dont il a été témoin durant son séjour en Angleterre, Rosny aîné inaugure avec Les Xipéhuz une histoire de l'humanité sans conception préétablie, mais qui n'est, au contraire, que le résultat de sa relation en constante évolution avec son environnement.
Et parce que cette « lutte pour la vie » impose la destruction comme corollaire nécessaire à la sélection naturelle, la guerre entre les deux règnes ne peut s'achever que sur l'anéantissement d'un des deux protagonistes. Ainsi, bien qu'il utilise le mot « meurtre », Rosny aîné adhère pleinement au concept darwinien d'évolution selon lequel l'anéantissement des êtres minéraux était une fatalité.
D'une manière générale, ce concept de « guerre des règnes » occupe une place primordiale dans l'œuvre littéraire de J.-H. Rosny aîné. Si dans le récit Les Xipéhuz, cette lutte s'achève en faveur des êtres humains qui, en faisant l'apprentissage de la pensée rationnelle, entreprennent la maîtrise de la planète, l'auteur semble offrir une conclusion à l'épopée humaine vingt-trois ans plus tard dans La Mort de la Terre. En effet, dans ce roman d'anticipation apocalyptique, l'espèce humaine disparaît de la surface de la Terre après avoir « passé le relais » à l'espèce suivante, les Ferromagnétaux — une race d'êtres minéraux apparus dans les décombres de la civilisation humaine. Cette disparition de l'être humain, victime de sa démesure, peut se lire en définitive comme l'ultime revanche du minéral.

### La consécration de la pensée rationnelle
La première rencontre entre la tribu de Pjehou et les Xipéhuz se traduit par une crainte superstitieuse chez les humains. Consulté, le grand prêtre du peuple zahelal attribue aux êtres minéraux des pouvoirs magiques et divins. Après l'échec des sacrifices d'animaux censés les apaiser mais qui n'apportent au contraire que des morts supplémentaires, la caste des prêtres se tourne vers Bakhoûn. Ce dernier est l’inventeur de la méthode scientifique qui permet de sauver l’humanité. Bakhoûn se livre en effet pendant plusieurs années à des observations dignes d'un véritable naturaliste. Il consigne scrupuleusement les comportements, l'alimentation, les moyens de locomotion et de procréation des Xipéhuz dans un mémoire gravé sur pierre sous forme de soixante tables en « écriture antécunéiforme ».
Avec l'arrivée dans le récit de Bakhoûn, le lecteur comprend que le combat ne peut se conclure qu'à l’avantage des tribus humaines. En effet, présenté comme un sage professant des idées novatrices et singulières, Bakhoûn a quitté jeune la vie nomade pour une confortable existence sédentaire. Son regard mesuré et rationnel sur la Nature au détriment des croyances est la marque pour le lecteur d'une humanité supérieure. Et parce qu'il prouve la supériorité de la conception mathématicienne et expérimentaliste, Bakhoûn représente véritablement la toute-puissance de la Raison. Ainsi, selon Rosny aîné, l'inéluctable loi de la nature de la « survie du plus apte » tourne irrémédiablement à l'avantage de l'humanité dès lors qu'elle est habitée par les valeurs qui reposent sur la pensée rationnelle. En dépassant les représentations superstitieuses du clergé, les idées modernes de Bakhoûn annoncent une nouvelle ère de la civilisation humaine et son élévation comme espèce dominante sur Terre.

### L'altérité comme source de diversité biologique
« Je suis le seul en France qui ait donné, avec Les Xipéhuz, un fantastique nouveau, c'est-à-dire en dehors de l'humanité. »

— J.-H. Rosny aîné
Tandis qu'à partir du milieu du XIXe siècle, l'archéologie et la paléontologie ressuscitent dinosaures et humains préhistoriques, la fiction s'inspire de ses découvertes et les popularise à partir des années 1880. Tout en se réclamant d'un certain réalisme, Rosny aîné explore néanmoins le concept d'altérité animale en montrant son intérêt pour une zoologie fantasmée. Ainsi, c’est à travers l'énigmatique menace que représentent les Xipéhuz qu'il aborde de façon originale la question de l'Autre.
Si les premiers chapitres évoquent la peur superstitieuse qu’on retrouve habituellement dans la littérature contemporaine — à l'instar de celle présente dans Le Horla de Maupassant ou dans La Guerre des mondes de Wells —, l'auteur s'en détache rapidement ensuite. En effet, malgré des incompréhensions qui demeurent — notamment dues à la nature véritablement fantastique de ces êtres minéraux —, le lecteur adopte grâce aux observations de Bakhoûn une vision rationnelle des Xipéhuz. Après avoir rompu avec la propension commune des tribus qui était de craindre l'inconnu et de le considérer comme divin et infaillible, l'observation intime de la vie quotidienne des Xipéhuz lui permet de transformer sa perception de l’Autre étranger. Pour les comprendre, Bakhoûn parvient à humaniser cette espèce en comparant leurs mystérieuses attitudes avec des comportements humains : leurs variations de couleurs pourraient ainsi être des expressions de physionomie. De ce point de vue, J.-H. Rosny aîné est précurseur dans son traitement de l'Autre, qu'il considère, même s’il n’est pas humain, comme son égal.
Malheureusement, dévoiler l'altérité revient fatalement à la compromettre. Et Bakhoûn, en découvrant le point faible des Xipéhuz, donne à ses compagnons le moyen de les vaincre définitivement. C'est pour cette raison que, malgré la victoire humaine qui permet la survie de l'espèce, le récit se conclut sur un sentiment de regret. Si Bakhoûn trouve le moyen de tuer les Xipéhuz, il éprouve un profond chagrin à constater que l'être humain et le Xipéhuz ne puissent coexister. Ce regret prend la forme d'un conflit moral entre d’une part une sensibilité envers une espèce intelligente et d'autre part une lutte pour la survie. Le fait d'employer le mot « meurtre » pour parler de l'anéantissement des Xipéhuz met à jour la culpabilité qu'il ressent. S'il reconnaît un fatalisme cosmique qui a conduit à la disparition d'une espèce, le regret de Bakhoûn traduit néanmoins chez J.-H. Rosny aîné une volonté de montrer la vie dans sa richesse multiple, dont l'altérité des Xipéhuz n'est qu'une des infinies formes.

## Une stratégie narrative originale

### Un mythe à l'origine de l'espèce humaine
Le récit Les Xipéhuz est raconté par deux narrateurs : le premier de nature hétérodiégétique — c'est-à-dire qu'il n'intervient pas dans le récit — paraît être un contemporain du lecteur moderne, puis le second de nature homodiégétique — qui au contraire intervient dans le récit — n'est autre que Bakhoûn lui-même. Néanmoins, malgré un sentiment de parité qui pourrait se ressentir entre la prise de parole des deux narrateurs — en particulier avec le découpage des chapitres qui accorde quatre chapitres à chacun des narrateurs —, le point de vue de Bakhoûn occupe une place plus importante dans le récit. Pour privilégier la narration de Bakhoûn, J.-H. Rosny aîné met en place une stratégie narrative originale, puisque s'il découpe le roman en deux livres, il ne les répartit pas strictement entre les deux narrateurs, là où la logique aurait voulu que chacun en prenne en charge un. Ainsi, le livre un donne équitablement la parole aux deux narrateurs, tandis que le livre deux uniquement à Bakhoûn. En parallèle, le livre un représente deux tiers du roman et le livre deux seulement un tiers. Par conséquent, bien que la structure du roman donne l'illusion d'un partage équitable, en réalité le narrateur moderne écrit 30 % du récit et Bakhoûn 70 %.

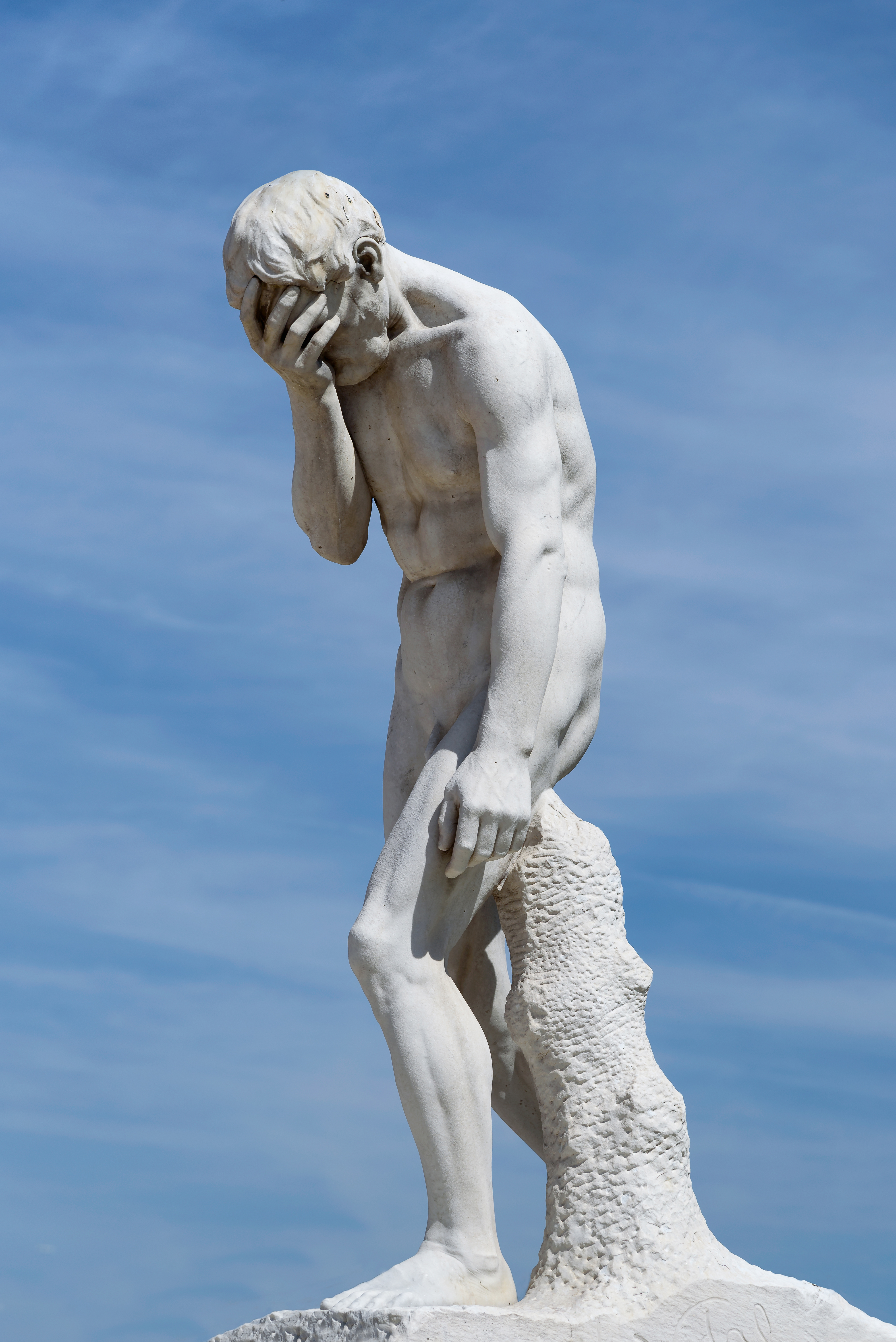
À l'instar de Caïn, Bakhoûn pleure la mort des Xipéhuz, un acte dont il est néanmoins responsable.

Afin de donner à son récit des accents de crédibilité, l'auteur met en place différentes stratégies. En premier lieu, après avoir présenté la rencontre entre les humains et les Xipéhuz, le narrateur hétérodiégétique cède sa place à Bakhoûn. Ce changement de voix narratives, au cours duquel un contemporain raconte directement la suite du récit, vise à renforcer l’impression de vérité. Il explique que le récit qui suit est un extrait du mémoire gravé sur pierre sous la forme de soixante tables en « écriture antécunéiforme ». Rosny aîné multiplie par ailleurs la technique des fausses références. Ainsi, ce premier témoignage de l'humanité, conservé au Kensington Museum de Londres, aurait été entièrement traduit par le savant B. Dessault dans son ouvrage Les Précurseurs de Ninive publié chez Calmann-Lévy. Outre la référence à un ouvrage imaginaire, celle au musée est également fantaisiste puisqu'en 1887 seul un établissement du nom de South Kensington Museum existe,. Et pour un effet de réel encore plus saisissant, Rosny aîné intercale des reproductions de glyphes xipéhuz, produit de fausses notes de bas de page.
Et pourtant, si le récit des Xipéhuz se présente comme les premières annales de l'humanité, il n'est pas pour autant intégré à l'Histoire, et reste à l'état de secret transmis entre initiés. En effet, malgré l'intention de Bakhoûn de destiner son récit à « la connaissance des peuples futurs », son lectorat ne désigne pas l'humanité tout entière mais seulement un groupe de fins lettrés, dont Dessault. Ce récit, qui dévoile l'existence d'une forme de vie extraordinaire, représente à cet égard le mystère des forces naturelles auxquelles l'être humain a de tout temps été confronté. C'est pourquoi, bien plus que de simples traces archéologiques, les tablettes de Bakhoûn sont l'objet d'une vision, dont une partie du sens échappe inéluctablement au lecteur. Ainsi, en visant à établir un mythe rationnel qui fonde l'unité de l'espèce humaine, Rosny aîné confère à son récit la valeur d'une Révélation scientifique. Le narrateur, par ailleurs dépeint comme un sage entouré de ses femmes et ses enfants menant une existence de patriarche biblique, transmet un secret millénaire. Celui-ci semble directement en concurrence avec les textes sacrés et en particulier avec le mythe caïnique évoqué in fine, lorsque Bakhoûn déplore que la « Fatalité a voulu que la splendeur de la Vie soit souillée par les ténèbres du Meurtre, ! »

### Mise à l'honneur de la nature conjecturale du récit
Tout au long de la nouvelle, J.-H. Rosny aîné instille une progression narrative afin de construire le fantastique comme une structure fondamentale du récit. Il le débute ainsi par une vision poétique des êtres minéraux dont la description s'attarde sur la grande diversité de formes et de couleurs qui peuvent les caractériser. L'introduction de cette nouveauté est avant tout picturale et visuelle. Puis dans un second temps, le récit de Bakhoûn amorce la mise en scène d'une démarche scientifique. Cette fois, la description des Xipéhuz se fait plus précise et plus ordonnée lorsqu'elle est complétée notamment par l'analyse de leurs comportements, leurs mœurs. Paradoxalement, cette démarche rationnelle, plutôt que d'éclaircir le mystère qui entoure ces formes de vie, n'est mise à profit par Rosny aîné que pour aller vers toujours plus de non-expliqué, de fantastique.
Par ailleurs, une des caractéristiques des récits conjecturaux de Rosny aîné est d’accorder une attention particulière à l’acte amoureux et/ou au désir sexuel. En effet, parce qu’ils sont un moteur fondamental de la perpétuation de l'espèce, ces thèmes restent une forme privilégiée chez l’auteur pour établir une connexion entre deux mondes qui semblent de prime abord tout à fait dissemblables. Dans la nouvelle Les Xipéhuz, cet intérêt s'exprime à travers le désir sexuel que ressent Bakhoûn la première fois qu'il tue un Xipéhuz. C'est ainsi que, dans une scène pouvant s'analyser comme la transposition d'un viol, il entreprend de surprendre un Xipéhuz en frappant d'une flèche l'étoile à la base de la créature minérale. Celle-ci, surprise voile son étoile comme d'autres le feraient avec leur sexe. Néanmoins, déterminé, Bakhoûn demeure concentré : la sueur au front et le cœur battant, il bande son « arc énorme » et transperce de sa flèche l'étoile éclatante du Xipéhuz. Cette représentation euphémisée du coït se conclut sur le « cri sonore du triomphe » que laisse jaillir le chasseur comme sous l'effet de l'orgasme.

## Publications

### Treize décennies de parutions françaises
La nouvelle est pour la première fois publiée aux éditions Albert Savine dans le recueil L'Immolation en juillet 1887, avant d’être à nouveau publiée — cette fois indépendamment — en décembre de la même année.
Alors que les éditions Albert Savine connaissent des soucis financiers dans les années 1890, la nouvelle est reprise dans le catalogue de la jeune maison d’édition du Mercure de France au début des années 1890. Elle est ainsi rééditée régulièrement à partir de 1896 jusqu’en 1925, période durant laquelle la numérotation des chapitres est définitivement fixée.
La revue bimensuelle Les Belles Lectures propose le récit à ses lecteurs dans le numéro 192 de la première quinzaine de novembre 1951, mais c'est principalement dans des recueils, aux côtés d'autres textes de J.-H. Rosny aîné, que Les Xipéhuz est réédité. Ainsi, Georges Crès publie en 1924 un volume comprenant la nouvelle sous le titre Les Autres Vies et les autres mondes dans sa collection « Les Maîtres du Livre », les Éditions Denoël publient en 1958 le recueil La Mort de la Terre dans la collection « Présence du futur ». Durant les années 1970, la maison d'édition Marabout réédite à plusieurs reprises la nouvelle dans les recueils La Force mystérieuse suivi de Les Xipéhuz, puis dans Récits de Science-Fiction.
À travers sa filiale consacrée à la littérature de jeunesse, Gallimard publie le recueil La Mort de la Terre dans la collection « 1000 soleils » en 1976 ; l’année suivante, les éditions Tallandier publient le recueil Vamireh, suivi de Les Xipéhuz, puis c'est au tour de la récente maison d'édition NéO de publier en 1982 La Force mystérieuse, suivi de Les Xipéhuz. Robert Laffont publie dans sa collection « Bouquins » la nouvelle à deux reprises sous les titres Romans préhistoriques de J.-H. Rosny aîné en 1985 et La Guerre du feu et autres romans préhistoriques en 2002. En 2006, Les Xipéhuz paraissent dans le recueil composé par Serge Lehman Chasseurs de chimères aux Éditions Omnibus.
Après que l'œuvre est tombée dans le domaine public en 2011, elle paraît dans le recueil La Guerre des règnes dans la collection « Les Trésors de la SF » aux éditions Bragelonne en 2012, dans une version illustrée par Kiki Picasso aux éditions La Maison d’à côté en 2013, puis dans les recueils Robots et chaos édité par L'École des Loisirs en 2018 et Récits de Science-Fiction d'Okno Éditions en 2021,.

### Diffusion en langue étrangère
Si une première version partielle du texte apparaît en 1903 en langue russe, la nouvelle ne s’exporte véritablement qu’à partir de la seconde moitié du XXe siècle puisqu’elle est traduite pour la première fois en intégralité en roumain en 1965. Trois ans plus tard, l'écrivain américain Damon Knight fait paraître sa traduction en langue anglaise, dans laquelle il remplace le nom de « Xipéhuz » par The Shapes. Cette version rééditée à de nombreuses reprises a en outre été celle à partir de laquelle a été réalisée la traduction espagnole Las Formas en 1970 et la brésilienne As Formas en 1971.
De nouvelles traductions en langue anglaise apparaissent dans les années qui suivent. Ainsi, George E. Slusser et Danièle Chatelain proposent leur traduction en 1978, Georges T. Dodds en 1986, Brian Stableford en 2010 et enfin Jason Colavito en 2012. En parallèle, la nouvelle est traduite en hongrois en 1973, en allemand en 1978, en italien en 1988 et enfin en russe en 2003.

## Réception et postérité

### Accueil critique

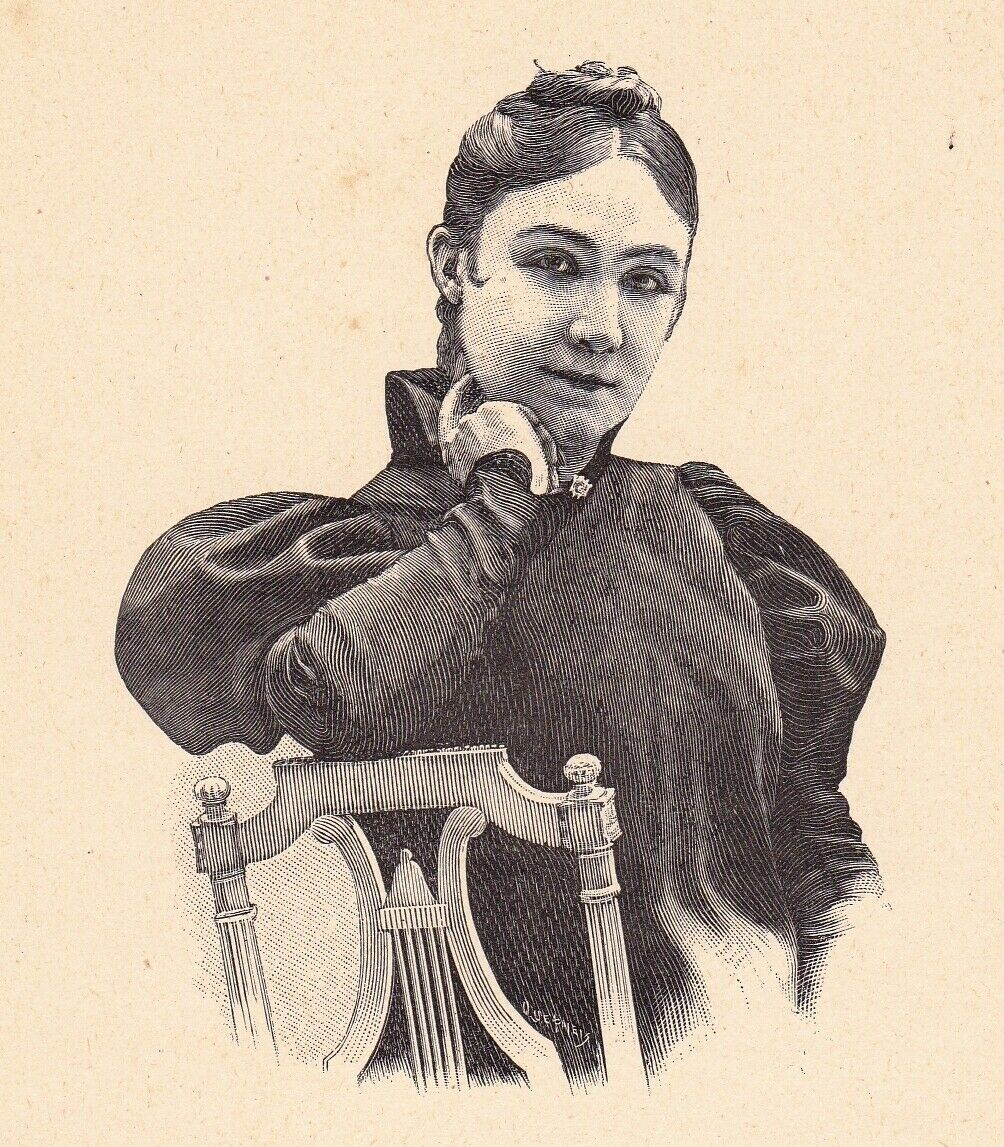
Admirative du récit de J.-H. Rosny aîné, la femme de lettres et critique littéraire Rachilde en dresse un compte-rendu élogieux en 1896.

Lors de sa parution, la nouvelle reçoit un accueil très favorable. Ainsi, fortement impressionné, Alphonse Daudet la tient pour une œuvre « dont le fantastique [lui] paraît neuf et terrifiant, même après le Horla et le mystérieux défilé de la fin de Gordon Pym ». Le critique Gustave Geffroy propose un résumé de la nouvelle qu’il qualifie d'« hypothèse mystificatrice adroitement agencée » et de « charmante et professorale fantaisie sur la vie de la matière » dans le quotidien La Justice du 23 juillet 1888.
L'édition d'août 1896 du quotidien Mercure de France revient sur le récit au moment de sa réédition dans la maison d'édition homonyme. C'est la femme de lettres Rachilde qui en fait une critique dithyrambique. En effet, qualifiant la nouvelle de « géniale », elle loue la réussite de l’auteur à donner au lecteur une « sensation de vérité scientifique » devant une fiction pourtant débordante d'imagination.
Au début du XXe siècle, tandis que l'écrivain Maurice Renard s'emploie à théoriser le genre merveilleux-scientifique, J.-H. Rosny aîné apparaît rétroactivement comme le créateur du genre pour ses contemporains, principalement avec la parution des Xipéhuz en 1887. En outre, par son approche véritablement novatrice des thèmes qui constituent au XXe siècle la science-fiction moderne, la nouvelle est choisie par l'essayiste Serge Lehman pour dater le début d'un « âge d'or de la science-fiction française » qui prend fin au milieu du XXe siècle.
Rééditée sans interruption tout au long des XXe et XXIe siècles, la nouvelle a acquis le statut de chef-d'œuvre de la littérature conjecturale, notamment par sa profonde originalité et la saisissante impression d'altérité qui s'y manifeste.

### Adaptations et hommages

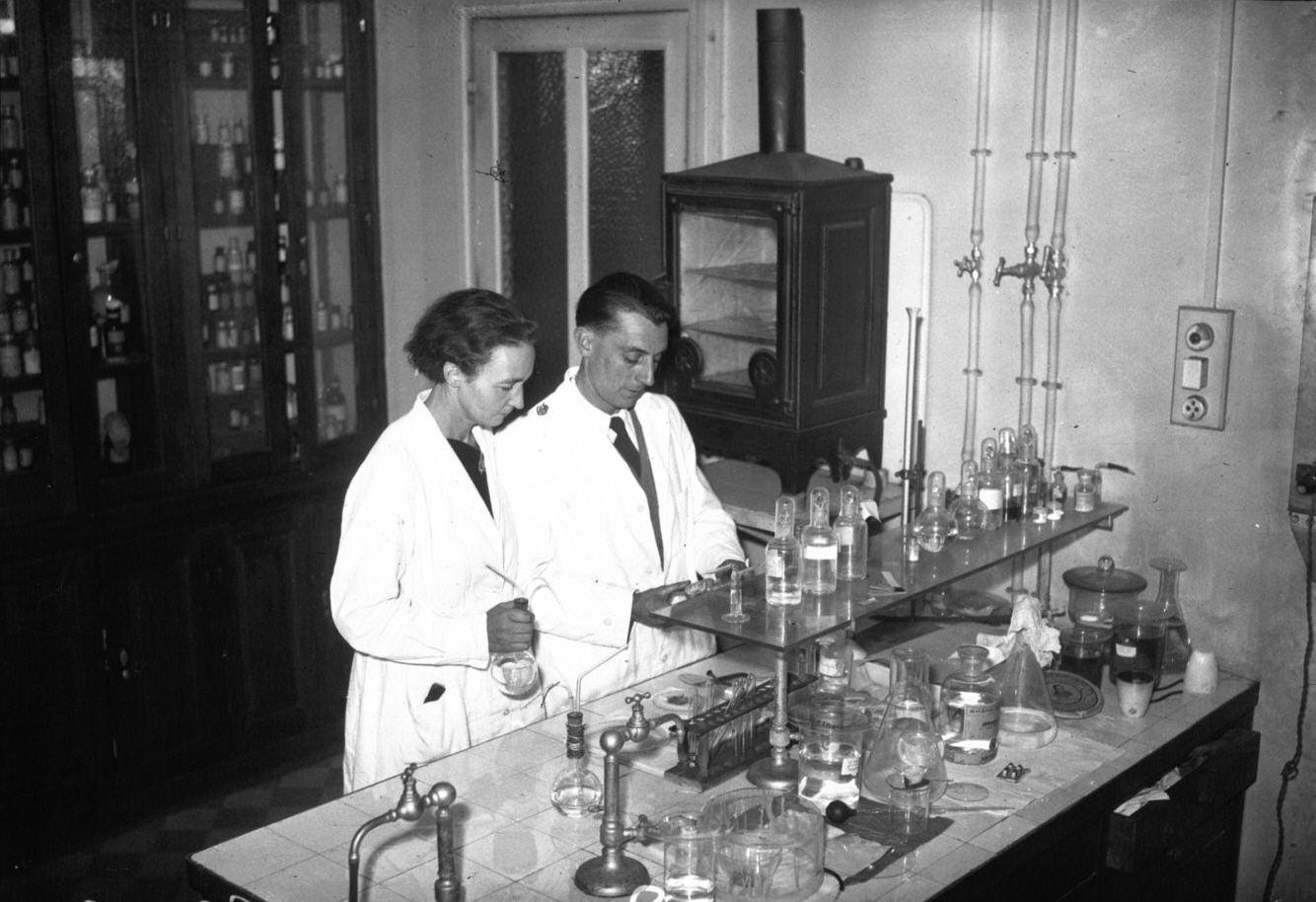
Outre les « débris minéraux » de Xipéhuz détenus par le Kensington Museum de Londres et par M. Dessault, un fossile de l'espèce est conservé dans le laboratoire d'Irène Joliot-Curie d'après La Brigade chimérique.

La nouvelle a connu deux adaptations en bande dessinée. La première, sur un scénario de Raymonde Borel-Rosny et dessinée par Robert Bressy, a été publiée dans les pages de L'Humanité entre le 17 mai et le 4 juillet 1975. Quatre ans plus tard, François Bourgeon propose dans le magazine de bande dessinée (À suivre) no 17 de juin 1979 ses propres illustrations en accompagnement à quelques extraits du récit.
Par ailleurs, l'œuvre a également fait l'objet de nombreux hommages littéraires. Ainsi, à l'instar d'Alfred Jarry dans Les Jours et les Nuits, roman d'un déserteur paru en 1897, puis de Théo Varlet dans La Grande Panne paru en 1930, Henri Vernes évoque à son tour les Xipéhuz au cours d'une aventure de Bob Morane publiée en 1996. L'espèce des Xipéhuz est ensuite évoquée dans plusieurs nouvelles de la série anthologique Les Compagnons de l'Ombre, dirigée par Jean-Marc Lofficier depuis 2007, et qui est consacrée aux personnages de la littérature populaire du début du XXe siècle. Enfin, dans la bande dessinée La Brigade chimérique parue entre 2009 et 2010, les auteurs Serge Lehman et Fabrice Colin témoignent de leur lecture du récit de J.-H. Rosny aîné en glissant au détour d'une page un fossile de Xipéhuz dans le laboratoire d'Irène Joliot-Curie.
Outre ces allusions littéraires, les Xipéhuz inspirent les artistes durant les années 1980. En 1984, l'espèce apparaît dans le jeu de rôle français de science-fiction Empire galactique sous la forme d'une civilisation extra-terrestre, tandis qu'en 1988, le duo d'artistes COZIC expose un ensemble de sculptures sur le thème des Xipéhuz au Centre d'exposition d'art céramique contemporain (CIRCA) de Montréal du 17 septembre au 29 octobre.

### Formes intelligentes inorganiques en science-fiction
J.-H. Rosny aîné semble avoir été l’un des premiers auteurs à explorer le thème de l'humanité confrontée à des systèmes intelligents inorganiques auto-organisés. Il reprend à nouveau ce thème dans son roman post-apocalyptique La Mort de la Terre (1910), dans lequel la race des Ferromagnétaux — de mystérieux êtres minéraux ayant spontanément émergé dans les ruines des villes — remplace l'humanité. Après lui, d'autres écrivains comme Léon Groc dans La Révolte des pierres (1929) ou Theodore Sturgeon dans Cristal qui songe (The Dreaming Jewels) (1950) décrivent des entités minérales douées de pensée, qui contrairement aux Xipéhuz de Rosny aîné s’avèrent avoir une origine extra-terrestre.